# Notation ingénieur
Pour les articles homonymes, voir Notation et Ingénieur.
La notation ingénieur est une représentation d’un nombre décimal sous la forme {\displaystyle \pm a\times 10^{3n}}, où ± est appelé signe, {\displaystyle a} est un nombre décimal de l'intervalle [1 ; 1000[ appelé mantisse (ou significande) et {\displaystyle n} est un entier relatif. Le produit {\displaystyle 3n} est appelé exposant. Il n’y a donc qu'un maximum de trois chiffres (non tous nuls) à gauche de la virgule, puis un nombre variable de décimales (nombres après la virgule), qui dépend de la précision. Ainsi 0 ne peut pas être représenté dans cette notation.

## Exemples
Le nombre 748 631 746 s'écrit : 748,632 × 106 en notation ingénieur.

## Utilisation
La notation ingénieur est largement utilisée par les scientifiques en raison de l'utilisation du multiple de 3 obligatoire pour l'exposant qui va correspondre à des mesures scientifiques communément utilisées.
Ces mesures font partie du système métrique telles que le mètre ou l'ampère mais d'autres unités largement utilisées par la communauté scientifique sont aussi utilisées, comme le volt par exemple. Ainsi les scientifiques représentent les nombres en utilisant l'unité de base et ses sous-multiples de puissance de 3.
Exemple : Si l'unité de base est l'ampère, un ingénieur représentera le résultat de sa mesure selon les règles de la notation :
- soit en ampères
- soit si la valeur est petite ou très petite en utilisant les milliampères (10−3), microampères (10−6), nanoampères (10−9)...
Si l'unité de base est le volt :
- Si la valeur est grande ou très grande en utilisant les kilovolts (103)...
Par habitude en fonction des unités utilisées, tous les multiples de puissance de 3 ne sont pas utilisés même si la représentation est juste.
Ainsi il devient très facile de faire des opérations mathématiques sur les mesures ainsi représentées, car il n'est plus nécessaire de tenir compte des puissances sauf si la mantisse déborde :
Exemple :
8 mA + 20 mA sont représentés par 8 × 10−3 + 20 × 10−3.
Il suffit donc d'additionner 8 + 20 qui font 28, donc le résultat est 28 × 10−3.
En notation scientifique, l'opération serait 8 × 10−3 + 2 × 10−2 qui est moins triviale.
Si la mantisse déborde d'un rapport 1 000 supérieur ou inférieur, dans ce cas on change l'exposant de la puissance multiple de 3 :
Exemple :
- Si on a comme résultat 15 000 × 103, on écrira le résultat 15 × 106
- Si on a comme résultat 0,005 × 10−3, on écrira le résultat 5 × 10−6
Les calculatrices scientifiques disposent généralement d'une touche dédiée « ENG » selon le modèle, sinon d'une touche qui permet de passer à la notation scientifique puis ingénieur « SCI-ENG », cette touche permet de mettre le résultat directement selon la représentation souhaitée.